# Seznam představitelů EU
Seznam představitelů EU uvádí některé údaje o vrcholných představitelích Evropské unie.

## Předseda Evropské rady
Funkce volená Evropskou radou na dva a půl roku, s jednou možností znovuzvolení. Celkové možné funkční období tedy dosahuje pěti let.
- Donald Tusk (od 1. 12. 2014; v pořadí 2. stálý předseda)

## Předseda Evropské komise
Předseda EK je nejvyšším úředníkem v EU, předsedá pět let, tedy dvě funkční období.
- Jean-Claude Juncker (od 1. 11. 2014, v pořadí již 13. předsedou)

## Předsedající státy
Každý stát předsedá Evropské unii přesně půl roku.
- Od 1. července 2018 je 122. předsednickou zemí Evropské unie Rakousko.

| Cyklus | Rok  | Předsednická země  | Předseda vlády                                                             | Ministr zahraničí                                  | Oficiální web                                             |
| ------ | ---- | ------------------ | -------------------------------------------------------------------------- | -------------------------------------------------- | --------------------------------------------------------- |
| 1      | 1958 | Belgie             | Achille Van Acker (od 26. 6.) Gaston Eyskens                               | Victor Larock                                      |                                                           |
| 1      | 1958 | NSR                | Konrad Adenauer                                                            | Siegfried Balke                                    |                                                           |
| 1      | 1959 | Francie            | Charles de Gaulle                                                          | Maurice Couve de Murville                          |                                                           |
| 1      | 1959 | Itálie             | Antonio Segni                                                              | Giuseppe Pella                                     |                                                           |
| 1      | 1960 | Lucembursko        | Pierre Werner                                                              | Eugène Schaus                                      |                                                           |
| 1      | 1960 | Nizozemsko         | Jan de Quay                                                                | Joseph Luns                                        |                                                           |
| 2      | 1961 | Belgie             | Gaston Eyskens (od 25. 4.) Théo Lefèvre                                    | Paul-Henri Spaak                                   |                                                           |
| 2      | 1961 | NSR                | Konrad Adenauer                                                            | Gerhard Schröder                                   |                                                           |
| 2      | 1962 | Francie            | Charles de Gaulle                                                          | Maurice Couve de Murville                          |                                                           |
| 2      | 1962 | Itálie             | Amintore Fanfani                                                           | Emilio Colombo                                     |                                                           |
| 2      | 1963 | Lucembursko        | Pierre Werner                                                              | Eugène Schaus                                      |                                                           |
| 2      | 1963 | Nizozemsko         | Jan de Quay (od 24. 7.) Victor Marijnen                                    | Joseph Luns                                        |                                                           |
| 3      | 1964 | Belgie             | Théo Lefèvre                                                               | Hendrik Fayat                                      |                                                           |
| 3      | 1964 | NSR                | Ludwig Erhard                                                              | Gerhard Schröder                                   |                                                           |
| 3      | 1965 | Francie            | Charles de Gaulle                                                          | Maurice Couve de Murville                          |                                                           |
| 3      | 1965 | Itálie             | Aldo Moro                                                                  | Amintore Fanfani                                   |                                                           |
| 3      | 1966 | Lucembursko        | Pierre Werner                                                              | Pierre Werner                                      |                                                           |
| 3      | 1966 | Nizozemsko         | Jo Cals (od 22. 11.) Jelle Zijlstra                                        | Barend Biesheuvel                                  |                                                           |
| 4      | 1967 | Belgie             | Paul Vanden Boeynants                                                      | Renaat Van Elslande                                |                                                           |
| 4      | 1967 | NSR                | Kurt Georg Kiesinger                                                       | Willy Brandt                                       |                                                           |
| 4      | 1968 | Francie            | Charles de Gaulle                                                          | Maurice Couve de Murville                          |                                                           |
| 4      | 1968 | Itálie             | Giovanni Leone (od 12. 12.) Mariano Rumor                                  | Giuseppe Medici                                    |                                                           |
| 4      | 1969 | Lucembursko        | Pierre Werner                                                              | Pierre Grégoire                                    |                                                           |
| 4      | 1969 | Nizozemsko         | Piet de Jong                                                               | Joseph Luns                                        |                                                           |
| 5      | 1970 | Belgie             | Gaston Eyskens                                                             | Pierre Harmel                                      |                                                           |
| 5      | 1970 | NSR                | Willy Brandt                                                               | Walter Scheel                                      |                                                           |
| 5      | 1971 | Francie            | Georges Pompidou                                                           | Maurice Schumann                                   |                                                           |
| 5      | 1971 | Itálie             | Emilio Colombo                                                             | Aldo Moro                                          |                                                           |
| 5      | 1972 | Lucembursko        | Pierre Werner                                                              | Gaston Thorn                                       |                                                           |
| 5      | 1972 | Nizozemsko         | Barend Biesheuvel                                                          | Norbert Schmelzer                                  |                                                           |
| 6      | 1973 | Belgie             | Gaston Eyskens (od 26. 1.) Edmond Leburton                                 | Pierre Harmel                                      |                                                           |
| 6      | 1973 | Dánsko             | Anker Jørgensen (od 19. 12.) Poul Hartling                                 | Ivar Nørgaard                                      |                                                           |
| 6      | 1974 | NSR                | Willy Brandt (od 7. 5. do 16. 5.) Walter Scheel (od 16. 5.) Helmut Schmidt | Walter Scheel                                      |                                                           |
| 6      | 1974 | Francie            | Valéry Giscard d'Estaing                                                   | Jean Sauvagnargues                                 |                                                           |
| 6      | 1975 | Irsko              | Liam Cosgrave                                                              | Garret FitzGerald                                  |                                                           |
| 6      | 1975 | Itálie             | Aldo Moro                                                                  | Mariano Rumor                                      |                                                           |
| 6      | 1976 | Lucembursko        | Gaston Thorn                                                               | Gaston Thorn                                       |                                                           |
| 6      | 1976 | Nizozemsko         | Joop den Uyl                                                               | Max van der Stoel                                  |                                                           |
| 6      | 1977 | Spojené království | James Callaghan                                                            | Anthony Crosland později David Owen                |                                                           |
| 7      | 1977 | Belgie             | Leo Tindemans                                                              | Henri Simonet                                      |                                                           |
| 7      | 1978 | Dánsko             | Anker Jørgensen                                                            | Knud Børge Andersen                                |                                                           |
| 7      | 1978 | NSR                | Helmut Schmidt                                                             | Hans-Dietrich Genscher                             |                                                           |
| 7      | 1979 | Francie            | Valéry Giscard d'Estaing                                                   | Jean François-Poncet                               |                                                           |
| 7      | 1979 | Irsko              | Jack Lynch (od 11. 12.) Charles Haughey                                    | Michael O'Kennedy                                  |                                                           |
| 7      | 1980 | Itálie             | Francesco Cossiga                                                          | Attilio Ruffini                                    |                                                           |
| 7      | 1980 | Lucembursko        | Pierre Werner                                                              | Colette Flesch                                     |                                                           |
| 7      | 1981 | Nizozemsko         | Dries van Agt                                                              | Chris van der Klaauw                               |                                                           |
| 7      | 1981 | Spojené království | Margaret Thatcherová                                                       | Peter Carrington                                   |                                                           |
| 8      | 1982 | Belgie             | Wilfried Martens                                                           | Leo Tindemans                                      |                                                           |
| 8      | 1982 | Dánsko             | Anker Jørgensen (od 10. 9.) Poul Schlüter                                  | Uffe Ellemann-Jensen                               |                                                           |
| 8      | 1983 | NSR                | Helmut Kohl                                                                | Hans-Dietrich Genscher                             |                                                           |
| 8      | 1983 | Řecko              | Andreas Papandreou                                                         | Grigoris Varfis                                    |                                                           |
| 8      | 1984 | Francie            | François Mitterrand                                                        | Roland Dumas                                       |                                                           |
| 8      | 1984 | Irsko              | Garret FitzGerald                                                          | Peter Barry                                        |                                                           |
| 8      | 1985 | Itálie             | Bettino Craxi                                                              | Giulio Andreotti                                   |                                                           |
| 8      | 1985 | Lucembursko        | Jacques Santer                                                             | Jacques Poos                                       |                                                           |
| 8      | 1986 | Nizozemsko         | Ruud Lubbers                                                               | Hans van den Broek                                 |                                                           |
| 8      | 1986 | Spojené království | Margaret Thatcherová                                                       | Geoffrey Howe                                      |                                                           |
| 9      | 1987 | Belgie             | Wilfried Martens                                                           | Leo Tindemans                                      |                                                           |
| 9      | 1987 | Dánsko             | Poul Schlüter                                                              | Uffe Ellemann-Jensen                               |                                                           |
| 9      | 1988 | NSR                | Helmut Kohl                                                                | Hans-Dietrich Genscher                             |                                                           |
| 9      | 1988 | Řecko              | Andreas Papandreou                                                         | Theodoros Pangalos                                 |                                                           |
| 9      | 1989 | Španělsko          | Felipe González                                                            | Francisco Fernández Ordóñez                        |                                                           |
| 9      | 1989 | Francie            | François Mitterrand                                                        | Roland Dumas                                       |                                                           |
| 9      | 1990 | Irsko              | Charles Haughey                                                            | Gerard Collins                                     |                                                           |
| 9      | 1990 | Itálie             | Giulio Andreotti                                                           | Gianni De Michelis                                 |                                                           |
| 9      | 1991 | Lucembursko        | Jacques Santer                                                             | Jacques Poos                                       |                                                           |
| 9      | 1991 | Nizozemsko         | Ruud Lubbers                                                               | Hans van den Broek                                 |                                                           |
| 9      | 1992 | Portugalsko        | Aníbal Cavaco Silva                                                        | João de Deus Pinheiro                              |                                                           |
| 9      | 1992 | Spojené království | John Major                                                                 | Douglas Hurd                                       |                                                           |
| 10     | 1993 | Dánsko             | Poul Schlüter (od 25. 1.) Poul Nyrup Rasmussen                             | Poul Nyrup Rasmussen                               |                                                           |
| 10     | 1993 | Belgie             | Jean-Luc Dehaene                                                           | Willy Claes                                        |                                                           |
| 10     | 1994 | Řecko              | Andreas Papandreu                                                          | Karolos Papoulias                                  |                                                           |
| 10     | 1994 | Německo            | Helmut Kohl                                                                | Klaus Kinkel                                       |                                                           |
| 10     | 1995 | Francie            | François Mitterrand (od 17. 5.) Jacques Chirac                             | Alain Juppé (od 17. 5.) Hervé de Charette          |                                                           |
| 10     | 1995 | Španělsko          | Felipe González                                                            | Javier Solana                                      |                                                           |
| 10     | 1996 | Itálie             | Lamberto Dini (od 18. 5.) Romano Prodi                                     | Susanna Agnelliová (od 18. 5.) Lamberto Dini       |                                                           |
| 10     | 1996 | Irsko              | John Bruton                                                                | Dick Spring                                        |                                                           |
| 10     | 1997 | Nizozemsko         | Wim Kok                                                                    | Hans van Mierlo                                    |                                                           |
| 10     | 1997 | Lucembursko        | Jean-Claude Juncker                                                        | Jacques Poos                                       |                                                           |
| 10     | 1998 | Spojené království | Tony Blair                                                                 | Robin Cook                                         | presid.fco.gov.uk                                         |
| 11     | 1998 | Rakousko           | Viktor Klima                                                               | Wolfgang Schüssel                                  | presidency.gv.at                                          |
| 11     | 1999 | Německo            | Gerhard Schröder                                                           | Joschka Fischer                                    |                                                           |
| 11     | 1999 | Finsko             | Paavo Lipponen                                                             | Tarja Halonenová                                   | presidency.finland.fi                                     |
| 11     | 2000 | Portugalsko        | António Guterres                                                           | Jaime Gama                                         |                                                           |
| 11     | 2000 | Francie            | Lionel Jospin                                                              | Hubert Védrine                                     |                                                           |
| 11     | 2001 | Švédsko            | Göran Persson                                                              | Anna Lindhová                                      | eu2001.se                                                 |
| 11     | 2001 | Belgie             | Guy Verhofstadt                                                            | Louis Michel                                       | eu2001.be                                                 |
| 11     | 2002 | Španělsko          | José María Aznar                                                           | Josep Piqué i Camps                                | ue2002.es                                                 |
| 11     | 2002 | Dánsko             | Anders Fogh Rasmussen                                                      | Per Stig Møller                                    | eu2002.dk                                                 |
| 11     | 2003 | Řecko              | Kostas Simitis                                                             | Jorgos Papandreu                                   | eu2003.gr                                                 |
| 11     | 2003 | Itálie             | Silvio Berlusconi                                                          | Franco Frattini                                    | ueitalia2003.it                                           |
| 11     | 2004 | Irsko              | Bertie Ahern                                                               | Brian Cowen                                        | eu2004.ie                                                 |
| 11     | 2004 | Nizozemsko         | Jan Peter Balkenende                                                       | Bernard Bot                                        | eu2004.nl                                                 |
| 11     | 2005 | Lucembursko        | Jean-Claude Juncker                                                        | Jean Asselborn                                     | eu2005.lu                                                 |
| 11     | 2005 | Spojené království | Tony Blair                                                                 | Jack Straw                                         | eu2005.gov.uk                                             |
| 12     | 2006 | Rakousko           | Wolfgang Schüssel                                                          | Ursula Plassniková                                 | eu2006.at                                                 |
| 12     | 2006 | Finsko             | Matti Vanhanen                                                             | Erkki Tuomioja                                     | eu2006.fi                                                 |
| 12     | 2007 | Německo            | Angela Merkelová                                                           | Frank-Walter Steinmeier                            | eu2007.de                                                 |
| 12     | 2007 | Portugalsko        | José Sócrates                                                              | Luís Amado                                         | eu2007.pt                                                 |
| 12     | 2008 | Slovinsko          | Janez Janša                                                                | Dimitrij Rupel                                     | eu2008.si                                                 |
| 12     | 2008 | Francie            | Nicolas Sarkozy                                                            | Bernard Kouchner                                   | eu2008.fr                                                 |
| 12     | 2009 | Česko              | Mirek Topolánek (od 8. 5.) Jan Fischer                                     | Karel Schwarzenberg (od 8. 5.) Jan Kohout          | eu2009.cz                                                 |
| 12     | 2009 | Švédsko            | Fredrik Reinfeldt                                                          | Carl Bildt                                         | se2009.eu                                                 |
| 12     | 2010 | Španělsko          | José Luis Rodríguez Zapatero                                               | Miguel Ángel Moratinos                             | www.eutrio.es                                             |
| 12     | 2010 | Belgie             | Yves Leterme                                                               | Steven Vanackere                                   | eutrio.be                                                 |
| 12     | 2011 | Maďarsko           | Viktor Orbán                                                               | János Martonyi                                     | eu2011.hu                                                 |
| 12     | 2011 | Polsko             | Donald Tusk                                                                | Radosław Sikorski                                  | pl2011.eu Archivováno 25. 6. 2018 na Wayback Machine.     |
| 12     | 2012 | Dánsko             | Helle Thorning-Schmidt                                                     | Villy Søvndal                                      | eu2012.dk                                                 |
| 12     | 2012 | Kypr               | Dimitris Christofias                                                       | Erato Kozakou-Marcoullis                           | cy2012.eu                                                 |
| 12     | 2013 | Irsko              | Enda Kenny                                                                 | Eamon Gilmore                                      | eu2013.ie Archivováno 10. 1. 2017 na Wayback Machine.     |
| 12     | 2013 | Litva              | Algirdas Butkevičius                                                       | Linas Antanas Linkevičius                          | eu2013.lt                                                 |
| 12     | 2014 | Řecko              | Antonis Samaras                                                            | Evangelos Venizelos                                | gr2014.eu                                                 |
| 12     | 2014 | Itálie             | Matteo Renzi                                                               | Federica Mogheriniová (od 31. 10.) Paolo Gentiloni | italia2014.eu Archivováno 23. 6. 2014 na Wayback Machine. |
| 12     | 2015 | Lotyšsko           | Laimdota Straujuma                                                         | Edgars Rinkēvičs                                   | eu2015.lv                                                 |
| 12     | 2015 | Lucembursko        | Xavier Bettel                                                              | Jean Asselborn                                     | eu2015lu.eu                                               |
| 12     | 2016 | Nizozemsko         | Mark Rutte                                                                 | Bert Koenders                                      | eu2016.nl                                                 |
| 12     | 2016 | Slovensko          | Robert Fico                                                                | Miroslav Lajčák                                    | eu2016.sk                                                 |
| 12     | 2017 | Malta              | Joseph Muscat                                                              | George Vella (od 7. 6.) Carmelo Abela              | eu2017.mt Archivováno 18. 7. 2020 na Wayback Machine.     |
| 12     | 2017 | Estonsko           | Jüri Ratas                                                                 | Sven Mikser                                        | eu2017.ee                                                 |
| 12     | 2018 | Bulharsko          | Bojko Borisov                                                              | Ekaterina Zacharievová                             | eu2018bg.bg Archivováno 19. 1. 2017 na Wayback Machine.   |
| 13     | 2018 | Rakousko           | Sebastian Kurz                                                             | Karin Kneisslová                                   | eu2018.at                                                 |
| 13     | 2019 | Rumunsko           | ...                                                                        | ...                                                | ...                                                       |
| 13     | 2019 | Finsko             | ...                                                                        | ...                                                | ...                                                       |
| 13     | 2020 | Chorvatsko         | ...                                                                        | ...                                                | ...                                                       |
| 13     | 2020 | Německo            | ...                                                                        | ...                                                | ...                                                       |